# Kupa na Sŭvet·skata armiya 1960-1961
La Coppa dell'Esercito sovietico 1960-1961 è stata la 16ª edizione di questo trofeo, e la 21ª in generale di una coppa nazionale bulgara di calcio,  terminata il 28 giugno 1961. Il CSKA Sofia ha vinto il trofeo per la quarta volta.

## Sedicesimi di finale
| Squadra 1         | Risultato | Squadra 2            |
| ----------------- | --------- | -------------------- |
| Pirin Blagoevgrad | 3 – 1     | Spartak Plovdiv      |
| Spartak Varna     | 2 – 0     | FK Černomorec Burgas |
| Marek Dupnica     | 2 – 0     | Dimitrovgrad         |
| Beroe             | 2 – 0     | Arda Kărdžali        |
| Minjor Pernik     | 5 – 1     | Jantra Gabrovo       |
| Botev Plovdiv     | 5 – 1     | Šumen                |
| Botev Vraca       | 1 – 0     | Liteks Loveč         |
| Septemvri Sofia   | 4 – 1     | Mesokombinat Ruse    |
| Slavia Sofia      | 9 – 0     | Hebăr Pazardžik      |
| Lokomotiv Sofia   | 2 – 0     | Tundzha Yambol       |
| Levski Sofia      | 5 – 1     | Metalurg Pernik      |
| FK Etăr           | 1 – 0     | Septemvri Varna      |
| CSKA Sofia        | 8 – 0     | Gen Blagoĭ Ivanov    |
| Černo More Varna  | 2 – 1     | Gigant Saedinenie    |
| Sliven            | 1 – 0     | Minjor Bobov dol     |
| Dobrudža          | – *       | Spartak Sofia        |

- *Questo incontro viene cancellato in quanto le due squadre vengono escluse dal torneo per problemi economici.

## Ottavi di finale
Il Pirin Blagoevgrad accede direttamente ai quarti in quanto entrambe le possibili avversarie vengono estromesse dal torneo nel turno precedente.
| Squadra 1       | Risultato | Squadra 2        |
| --------------- | --------- | ---------------- |
| CSKA Sofia      | 8 – 0     | Marek Dupnica    |
| FK Etăr         | 4 – 2     | Minjor Pernik    |
| Botev Vraca     | 1 – 0     | Slavia Sofia     |
| Botev Plovdiv   | 2 – 1     | Septemvri Sofia  |
| Lokomotiv Sofia | 4 – 0     | Beroe            |
| Levski Sofia    | 2 – 1     | Černo More Varna |
| Spartak Varna   | 1 – 0     | Sliven           |

## Quarti di finale
| Squadra 1     | Risultato | Squadra 2         |
| ------------- | --------- | ----------------- |
| CSKA Sofia    | 3 – 1     | Pirin Blagoevgrad |
| Botev Vraca   | 6 – 0     | FK Etăr           |
| Botev Plovdiv | 3 – 2     | Lokomotiv Sofia   |
| Spartak Varna | 1 – 0     | Levski Sofia      |

## Semifinali
| Squadra 1     | Risultato | Squadra 2     |
| ------------- | --------- | ------------- |
| CSKA Sofia    | 3 – 1     | Botev Vraca   |
| Spartak Varna | 2 – 1     | Botev Plovdiv |

## Finale
| Arbitro: | Petar Dzhonev |

|                                 |           |  |
| Rankov 59’ Tsanev 69’ Kolev 71’ | Marcatori |  |